# Summerhouse
Summerhouse is een civil parish in het Engelse graafschap Durham.